# ヴィドック (映画)
『ヴィドック』（原題：Vidocq）は2001年にフランスで製作されたサスペンス映画。実在したフランスの探偵フランソワ・ヴィドックを主人公にしている。HD24P HDCAMのフルデジタル撮影を世界で初めて実現した映画である。

## あらすじ
1830年、フランス全土を揺るがした連続殺人事件が起こった。犯人は鏡の顔を持つ男。物語はヴィドックが鏡の仮面を被った男に殺された所から始まる。『ヴィドックが死んだ』号外が町中に捲かれる。その号外を読んだ詩人エチエンヌ・ボワッセは、ヴィドックと相棒のニミエがやっている探偵事務所へ駆けつけた。

## キャスト
※括弧内は日本語吹き替え
- フランソワ・ヴィドック - ジェラール・ドパルデュー（玄田哲章）
- エチエンヌ・ボワッセ - ギヨーム・カネ（神奈延年）
- プレア - イネス・サストーレ（高乃麗）
- ロートレネス - アンドレ・デュソリエ（小林清志）
- シルヴィア - エディット・スコブ（沢田敏子）
- ニミエ - ムサ・マースクリ（斎藤志郎）